# Allium praecox
Allium praecox — вид трав'янистих рослин родини амарилісові (Amaryllidaceae), ендемік південного заходу Каліфорнії, США й півночі Нижньої Каліфорнії, Мексика.

## Опис
Цибулин 1–3, збільшені цибулини відсутні або ± дорівнюють материнським цибулинам, від яйцюватих до кулястих, 1–1.8 × 1–1.7 см; зовнішні оболонки містять 1 або більше цибулин, від сіро-коричневих до коричневих, помітно клітинно-сітчасті, перетинчасті; внутрішні оболонки білі. Листки стійкі, в'януть від кінчика в період цвітіння, 2–3; листові пластини плоскі, широко жолобчасті, 20–75 см × 5–10 мм, краї цілі. Стеблина стійка, одиночна, прямостійна, циліндрична, 20–60 см × 2–4 мм. Зонтик розсипається після дозрівання насіння, кожна квітка опадає зі свою квітконіжкою як одиниця, прямостійний, нещільний, 5–40-квітковий, півсферичний, цибулинки невідомі. Квіти зірчасті, 6–13 мм; листочки оцвітини розлогі в період цвітіння, від білих до блідо-рожевих з пурпуровими серединними жилками, від ланцетно-яйцюватих до яйцюватих, ± рівні, краї цілі, верхівки гострі, тупі або виїмчасті. Пиляки пурпурові або жовті; пилок жовтий. Насіннєвий покрив блискучий. 2n = 14.
Період цвітіння: березень — травень.

## Поширення
Ендемік південного заходу Каліфорнії, США й півночі Нижньої Каліфорнії, Мексика.
Населяє глинистий ґрунт на затінених, трав'янистих схилах біля узбережжя; 50–800 м.